# Список матерей султанов Османской империи
Список матерей султанов Османской империи — хронологический перечень матерей верховных правителей из династии Османов, правившей в 1299—1924 годах.
Со смертью султана или его смещением с трона весь его гарем отправлялся в Старый дворец, откуда после восшествия на трон его преемника вызывалась мать последнего, которая во время пышной церемонии валиде алайи получала титул «валиде-султан», возглавляла гарем сына и почиталась как «первая женщина государства». До введения титула валиде-султан по сельджукской традиции использовался титул валиде-хатун. Позднее наряду с титулом валиде-султан использовались титулы мехд-и ульа-йы салтанат — «колыбель великого султана», валиде-и падишах — «мать государя» и валиде-и саадетпенах — «мать счастливого прибежища».
На протяжении всего правления сына мать султана была самой влиятельной фигурой в гареме. Она пользовалась большим уважением и влиянием как во дворце, так и за его пределами, часто активно вмешиваясь в государственные дела. В случае, если мать не доживала до правления сына или умирала во время него, часть её привилегий, обязанностей, а иногда и титул валиде, возлагались на няню султана, хазнедар-уста (управляющая гаремом) или приёмную мать правителя. Наибольшего влияния в политике матери султанов добились в XVI—XVII веках — в эпоху «Женского султаната». Наиболее значительными фигурами этого периода были Нурбану-султан (мать Мурада III), Сафие-султан (мать Мехмеда III), Кёсем-султан (мать Мурада IV и Ибрагима I) и Турхан-султан (мать Мехмеда IV).
История Османской империи насчитывает тридцать шесть султанов и одного халифа. Известно о двадцати трёх матерях султанов, доживших до их правления. В двух случаях султанами становились полнородные братья (Мурад IV и Ибрагим I / Мустафа II и Ахмед III), а их матери, Махпейкер Кёсем-султан и Эметуллах Рабия Гюльнуш-султан, дважды получали титул валиде. В одном случае обязанности матери султана при дворе исполняла его мачеха — Пиристу Кадын-эфенди.

## Матери правителей Османского бейлика
В первые годы существования Османского государства его правители Осман I и Орхан I носили титул бей или эмир, позднее сын Орхана, Мурад I, принял титул султан и превратил Османский бейлик в Османскую империю.
| №  | Имя (годы жизни)                | Сын-бей (годы правления) | Происхождение            | Примечание                                                    |
| -- | ------------------------------- | ------------------------ | ------------------------ | ------------------------------------------------------------- |
| 1. | Халиме-хатун                    | Осман I (1281—1326)      | Турчанка                 |                                                               |
| 2. | Мал-хатун (ум. после 1324 года) | Орхан I (1326—1359)      | Турчанка, дочь Омер-бея. | Носила титул, равный появившемуся позже титулу валиде-султан. |

## Матери султанов Османской империи
| №   | Имя (годы жизни)                                              | Сын-султан (годы правления)                                     | Происхождение                                                                                              | Примечание |
| --- | ------------------------------------------------------------- | --------------------------------------------------------------- | --- | --- |
| 3.  | Нилюфер-хатун                                                 | Мурад I (1359—1389)                                             | Гречанка, вероятно дочь текфура Ярхисара.                                                                  | Носила титул, равный появившемуся позже титулу валиде-султан. |
| 4.  | Гюльчичек-хатун                                               | Баязид I (1389—1402)                                            | Гречанка.                                                                                                  | Умерла предположительно до восшествия сына на престол. |
| 5.  | Девлет-хатун                                                  | Мехмед I (1413—1421)                                            | Рабыня или местная христианка, обращённая в ислам.                                                         | Носила титул, равный появившемуся позже титулу валиде-султан. |
| 6.  | Эмине-хатун                                                   | Мурад II (1421—1444 1446—1451)                                  | Дочь правителя бейлика Зулькадар Сули Шабан-бега или, что менее вероятно, его отца Мухаммада Насир ад-дина | Умерла предположительно до восшествия сына на престол. |
| 7.  | Хюма-хатун (ум. в сентябре 1449)                              | Мехмед II (1444—1446 1451—1481)                                 | Предположительно, рабыня греческого или славянского происхождения.                                         | Носила титул, равный появившемуся позже титулу валиде-султан. |
| 8.  | Гюльбахар-хатун (ум. до 1492)                                 | Баязид II (1481—1512)                                           | Понтийская гречанка из Трабзона, турчанка, албанка или славянка.                                           | Носила титул, равный появившемуся позже титулу валиде-султан. |
| 9.  | Гюльбахар-хатун или Айше-хатун (ум. после 1512)               | Селим I (1512—1520)                                             | ? / Айше — дочь правителя бейлика Зулькадар Алауддевле Бозкурта                                            | ? / Айше умерла предположительно до восшествия Селима I на престол. |
| 10. | Айше Хафса-султан (ок. 1478/1479 — 19 марта 1534/1539)        | Сулейман I (1520—1566)                                          | Европейка, Черкешенка или Турчанка.                                                                        | Валиде-султан. |
| 11. | Хюррем-султан (ок. 1500 — 15 апреля 1558)                     | Селим II (1566—1574)                                            | Предположительно, славянка.                                                                                | Умерла до восшествия сына на престол |
| 12. | Нурбану-султан (ок. 1525/ок. 1530 — 6 декабря 1583)           | Мурад III (1574—1595)                                           | Венецианка, еврейка или гречанка с острова Корфу.                                                          | Валиде-султан. |
| 13. | Сафие-султан (1550 — 10 ноября 1605/конец 1618 — начало 1619) | Мехмед III (1595—1603)                                          | Албанка из деревни Рези в Дукагинском нагорье.                                                             | Мехд-и улья (валиде-султан). |
| 14. | Хандан-султан (ок. 1574 — 12/26 ноября 1605)                  | Ахмед I (1603—1617)                                             | Предположительно, гречанка или боснийка.                                                                   | Валиде-султан. |
| 15. | Халиме-султан (ок. 1571 — после 10 сентября 1623)             | Мустафа I (1617—1618 1622—1623)                                 | Была абхазского происхождения.                                                                             | Валиде-султан. |
| 16. | Махфируз Хадидже-султан (ок. 1590 — до 1614 или 1620/1621)    | Осман II (1618—1622)                                            | Существуют версии о её греческом и сербском происхождении.                                                 | Согласно версии современных историков к моменту восхождения Османа II на трон в 1618 году Махфируз была жива, однако вопреки традициям она не была переведена из Старого дворца во дворец Топкапы и не получила титул валиде. Обязанности же матери султана при дворе выполняла няня Османа II. По другой версии, Махфируз умерла до восшествия на престол сына. |
| 17. | Махпейкер Кёсем-султан (умерла 2 сентября 1651)               | Мурад IV (1623—1640) Ибрагим I (1640—1648)                      | Гречанка.                                                                                                  | Валиде-султан при обоих сыновьях, регент Османской империи в первые годы правления Мурада IV. После свержения и смерти Ибрагима I отстранила от власти Турхан-султан — мать султана Мехмеда IV. Задушена сторонниками Турхан. |
| 18. | Хатидже Турхан-султан (1627/1628 — 5 июля 1682/1683)          | Мехмед IV (1648—1687)                                           | Русская.                                                                                                   | Валиде-султан. |
| 19. | Салиха Дилашуб-султан (ум. 5 ноября 1689)                     | Сулейман II (1687—1691)                                         | | Валиде-султан. |
| 20. | Хатидже Муаззез-султан (ум. 12 сентября 1687)                 | Ахмед II (1691—1695)                                            | | Умерла до восшествия на престол сына. |
| 21. | Эметуллах Рабия Гюльнуш-султан (1642 — 5/6 ноября 1715)       | Мустафа II (1695—1703) Ахмед III (1703—1730)                    | Происходила из семьи Верцицци с Крита.                                                                     | Валиде-султан при обоих сыновьях. |
| 22. | Салиха Себкати-султан (1680 — 21 сентября 1739)               | Махмуд I (1730—1754)                                            | Гречанка.                                                                                                  | Мехд-и улья (валиде-султан). |
| 23. | Шехсувар-султан (после 1676 — 27 апреля 1756)                 | Осман III (1754—1757)                                           | Русская.                                                                                                   | Мехд-и улья (валиде-султан). |
| 24. | Михришах Кадын-эфенди (ум. 1731/1732)                         | Мустафа III (1757—1774)                                         | | Умерла до восшествия на престол сына. |
| 25. | Рабия Шерми-султан (ум. 1722/1723 или 1732)                   | Абдул-Хамид I (1774—1789)                                       | | Умерла до восшествия на престол сына. |
| 26. | Михришах-султан (ум. 16 октября 1805)                         | Селим III (1789—1807)                                           | Грузинка.                                                                                                  | Валиде-султан. |
| 27. | Айше Синепервер-султан (ум. 11 декабря 1828)                  | Мустафа IV (1807—1808)                                          | Предположительно, грузинка или черкешенка.                                                                 | Валиде-султан. |
| 28. | Накшидиль-султан (1766 — 22 августа 1817)                     | Махмуд II (1808—1839)                                           | Предположительно, грузинка или черкешенка.                                                                 | Валиде-султан. |
| 29. | Безмиалем-султан (1808 — 2 мая 1853)                          | Абдул-Меджид I (1839—1861)                                      | Грузинка.                                                                                                  | Валиде-султан. |
| 30. | Пертевниял-султан (1810 — 5 февраля 1883)                     | Абдул-Азиз (1861—1876)                                          | Черкешенка.                                                                                                | Валиде-султан. |
| 31. | Шевкефза-султан (12 декабря 1820 — 20 сентября 1889)          | Мурад V (1876)                                                  | Черкешенка.                                                                                                | Валиде-султан. |
| 32. | Тиримюжган Кадын-эфенди (16 августа 1819 — 26 апреля 1853)    | Абдул-Хамид II (1876—1909)                                      | Черкешенка из субэтноса шапсугов.                                                                          | Умерла до восшествия сына на престол. Обязанности матери султана выполняла черкешенка из убыхов Пиристу Кадын-эфенди, воспитывавшая Абдул-Хамида II после смерти Тиримюжган. Пиристу официально носила титул матери султана и стала последней валиде-султан в истории Османской империи.                                                                         |
| 33. | Гюльджемаль Кадын-эфенди (1826 — 29 ноябрь 1851)              | Мехмед V (1909—1918)                                            | Предположительно, черкешенка.                                                                              | Умерла до восшествия сына на престол. После смерти Гюльджемаль её сына воспитывала Серветсеза Кадын-эфенди, однако и она умерла до восшествия Мехмеда V на престол. |
| 34. | Гюлюсту Кадын-эфенди (ум. в мае 1861)                         | Мехмед VI (1918—1922)                                           | Черкешенка.                                                                                                | Умерла до восшествия сына на престол. После смерти Гюлюсту её сына воспитывала Шаесте Ханым-эфенди, однако и она умерла до восшествия Мехмеда VI на престол. |
| —   | Хайраныдиль Кадын-эфенди (2 ноября 1846 — 9 сентября 1898)    | Абдул-Меджид II Последний халиф из династии Османов (1922—1924) | Черкешенка.                                                                                                | Сын Хайраныдиль не был султаном и носил только титул халифа Османского государства. Сама Хайраныдиль до момента получения сыном титула не дожила. |

## Матери правителей Османского междуцарствия (1402—1413)
После пленения и смерти султана Баязида I в 1402 году трое его сыновей разделили осколки империи: в Эдирне провозгласил себя султаном Румелии старший сын Сулейман-челеби, захвативший власть над турецкими владениями на Балканском полуострове, в Бурсе (западная Анатолия) — Иса-челеби, в восточной Анатолии — младший сын Мехмед. Мехмед в 1405—1406 годах вёл войну против Исы, разбил брата и объединил под своей властью Анатолию, после чего отправил старшего брата Мусу в Румелию сражаться с Сулейманом. Муса преуспел, но сам объявил себя султаном и захватил европейские владения османов. В 1411 году Мехмед включился в борьбу за Румелию и в 1413 году разбил армию Мусы, который бежал в Валахию и вскоре погиб. Все османские владения вновь объединились под властью одного султана — Мехмеда I.
| № | Имя (годы жизни)                 | Сын-султан (годы правления)                                                                                          | Происхождение                                                                      | Примечание                                                    |
| - | -------------------------------- | --- | ---------------------------------------------------------------------------------- | ------------------------------------------------------------- |
| — | Девлетшах-хатун (ум. 1411)       | Иса-челеби Султан (западной) Анатолии. (1403—1406)                                                                   | Дочь правителя Гермияна Сулейман-шаха и Мутаххары-хатун, внучки Джалаладдина Руми. |                                                               |
| — | Фюлане-хатун                     | Сулейман-челеби Первый султан Румелии. (1402—1411)                                                                   | Дочь Константина Драгаша, правителя Кюстендила.                                    |                                                               |
| — | Девлет-хатун                     | Мехмед I Султан (восточной) Анатолии. (1403—1406) Султан Анатолии. (1406—1413) Султан Османской империи. (1413—1421) | Рабыня или местная христианка, обращённая в ислам.                                 | Носила титул, равный появившемуся позже титулу валиде-султан. |
| — | Предположительно Девлетшах-хатун | Муса-челеби Второй султан Румелии. (1411—1413)                                                                       | Дочь правителя Гермияна Сулейман-шаха и Мутаххары-хатун, внучки Джалаладдина Руми. |                                                               |

## Комментарии
1. ↑  Имя Фюлане использовалось в качестве экземплификатива для обозначения женщин, чьё имя неизвестно[117]. Настоящее имя Фюлане неизвестно[113].
2. ↑  У султана Баязида I было двое сыновей с именем Муса[113], матерью одного из них была Девлетшах, однако неизвестно, которого именно.